# Paralacydes maculifascia
Paralacydes maculifascia är en fjärilsart som beskrevs av Walker 1855. Paralacydes maculifascia ingår i släktet Paralacydes och familjen björnspinnare. Inga underarter finns listade i Catalogue of Life.